# Swizz Beatz
Swizz Beatz, nome artístico de Kasseem Dean (Bronx, 30 de agosto de 1978) é um produtor musical, DJ e rapper americano descendente de porto-riquenhos e africanos. Juntamente com Grady Spivey e o rapper Cassidy, lançou a sua própria gravadora, a Full Surface Records. É conhecido por produzir canções para Ruff Ryders desde os dezesseis anos de idade. Também é proprietário de uma discoteca em Scottsdale, Arizona, chamada CBNC.

## História
Swizz Beatz está envolvido na produção de remixes desde 1994 quando começou a trabalhar com a Ruff Ryders, Roc-A-Fella Records, Elektra, Epic, Def Jam Recordings e Bad Boy Entertainment. Possui sua própria gravadora, chamada Full Surface Records, e já trabalhou em álbuns de artistas como DMX, T.I., Mariah Carey, Bone Thugs-N-Harmony, Madonna, Britney Spears, Jennifer Lopez, Cassidy, Chris Brown, Usher, Ja Rule, Busta Rhymes, Beyoncé, Eve, Ludacris, Mary J. Blige, entre outros.
Em 2004, o artista casou-se com a cantora Mashonda Tifrere. O filho único do casal, Kasseem Dean Jr., nasceu em janeiro de 2007. Após quatro anos de casamento, em abril de 2008, o casal anunciou seus planos de divórcio. Desde 2008 mantém um relacionamento com a cantora Alicia Keys.
Em 21 de agosto de 2007, é lançado o seu primeiro álbum solo, intitulado One Man Band Man. O álbum vendeu 45 mil discos na primeira semana e inclui os singles "It's Me Bitches" e "Money in the Bank".
Em 19 de outubro de 2007, o rapper lançou um concurso chamado "Share the Studio", apresentado pelo Music Video 2.0 e pela revista The Source. O concurso foi destinado para ser uma continuação do trabalho de seu álbum de estreia.
Em 27 de maio de 2010, foi anunciado Alicia Keys estava grávida de seu primeiro filho. Também na mesma data, foi indicado a dois estão planejando se casar em uma cerimônia privada, até ao final deste ano.

## Discografia

### Álbuns de estúdio
- 2007 - One Man Band Man
- 2010 - Life After the Party

### Coletânea
- 2002 - Presents G.H.E.T.T.O. Stories

## Singles
Solo
| Ano  | Canção               | EUA Hot 100 | EUA R&B | EUA Rap | Álbum                         |
| 2002 | "Guilty"             | -           | 104     | -       | Presents G.H.E.T.T.O. Stories |
| 2002 | "Bigger Business"    | -           | 72      | -       | Presents G.H.E.T.T.O. Stories |
| 2007 | "It's Me Bitches"    | 83          | 30      | 17      | One Man Band Man              |
| 2007 | "Money in the Bank"  | 84          | 22      | 14      | One Man Band Man              |
| 2008 | "Candy Green"        | -           | -       | -       | Sound of Color                |
| 2008 | "Where the Cash At?" | -           | -       | -       | Life After the Party          |

Participações
| Ano                                              | Canção                                                                  | EUA Hot 100 | EUA R&B | EUA Rap                                             | Álbum                                    |
| 2000                                             | "Spit These Bars" (Drag-On featuring Swizz Beatz)                       | -           | 80      | 5                                                   | Opposite of H2O                          |
| 2000                                             | "Wall to Wall (remix)" (Chris Brown featuring Jadakiss and Swizz Beatz) | -           | 80      | 5                                                   | Exclusive                                |
| 2003                                             | "Get It on the Floor" (DMX feat. Swizz Beatz)                           | -           | 57      | -                                                   | The Grand Champ                          |
| 2004                                             | "Bang Bang Boom" (Drag-On feat. Swizz Beatz)                            | -           | 94      | -                                                   | Hell and Back                            |
| 2005                                             | "Set It Off" (Young Gunz feat. Swizz Beatz)                             | -           | 52      | -                                                   | Brothers from Another                    |
| 2005                                             | "B-Boy Stance" (Cassidy feat. Swizz Beatz)                              | -           | 75      | -                                                   | I'm a Hustla                             |
| 2006                                             |                                                                         |             |         |                                                     |                                          |
| "Whuteva" (Remy Ma feat. Swizz Beatz)            | -                                                                       | 79          | -       | There's Something About Remy: Based on a True Story |                                          |
| "We in Here" (DMX feat. Swizz Beatz)             | -                                                                       | 125         | -       | Year of the Dog...Again                             |                                          |
| "New York Shit" (Busta Rhymes feat. Swizz Beatz) | -                                                                       | 77          | -       | The Big Bang                                        |                                          |
| 2007                                             | "Return of the Hustle" (Fabolous feat. Swizz Beatz)                     | -           | 122     | -                                                   | From Nothin' to Somethin'                |
| 2007                                             | "My Drink N My 2 Step" (Cassidy feat. Swizz Beatz)                      | 33          | 11      | 6                                                   | B.A.R.S.                                 |
| 2007                                             | "Set It Off" (N.O.R.E. feat. Swizz Beatz & J. Ru$$)                     | -           | -       | -                                                   | Noreality                                |
| 2007                                             | "Blow Ya Mind" (Styles P feat. Swizz Beatz)                             | -           | 51      | 19                                                  | Super Gangster (Extraordinary Gentleman) |
| 2007                                             | "C'mon Baby" (Saigon feat. Swizz Beatz)                                 | -           | -       | -                                                   | The Greatest Story Never Told            |
| 2008                                             | "Swing Ya Rag" (T.I. feat. Swizz Beatz)                                 | 62          | 53      | 29                                                  | Paper Trail                              |
| 2009                                             | "Who's Real" (Jadakiss feat. Swizz Beatz & OJ da Juiceman)              | 125         | 39      | 19                                                  | The Last Kiss                            |
| 2009                                             | "Million Bucks" (Maino feat. Swizz Beatz)                               | -           | 66      | 21                                                  | If Tomorrow Comes...                     |
| 2009                                             | "I Do" (Lil Jon feat. Snoop Dogg & Swizz Beatz)                         | -           | -       | -                                                   |                                          |
| 2009                                             | "I Can Transform Ya" (Chris Brown feat. Lil Wayne & Swizz Beatz)        | 20          | 11      | -                                                   | Graffiti                                 |
| 2009                                             | "On to the Next One" (Jay-Z feat. Swizz Beatz)                          | 37          | 9       | 5                                                   | The Blueprint 3                          |
| 2010                                             | "Stop the Party" (Busta Rhymes feat. Swizz Beatz)                       | -           | 100     | -                                                   | The Chemo                                |